# A Sporting Chance (film 1919 King)
A Sporting Chance è un film muto del 1919 diretto da Henry King e sceneggiato da Jules Furthman sotto lo pseudonimo di Stephen Fox.

## Produzione
Il film, prodotto dalla William Russell Productions Inc. e American Film Company, venne inizialmente annunciato con il titolo The Signet of Sheba.

## Distribuzione
Il copyright del film, richiesto dalla American Film Co., Inc., fu registrato il 4 giugno 1919 con il numero LP13800.
Distribuito dalla Pathé Exchange, il film uscì nelle sale cinematografiche statunitensi il 29 giugno 1919.

### Conservazione
Copie della pellicola si trovano conservate negli archivi della Cineteca del Friuli di Gemona, dell'UCLA Film and Television Archive di Los Angeles, dell'Academy Film Archive di Beverly Hills.